# Эль-Баха (аэропорт)
Внутренний аэропорт «Эль Баха» (араб. مطار الباحة المحلي‎, (ИАТА: ABT, ИКАО: IATA) — аэропорт в Эль-Бахе, столице провинции Эль-Баха, Саудовская Аравия. Он был открыт 1 июня 1983 года.

## Сооружения
Аэропорт находится на 1672 м над уровнем моря. Имеет одну ВПП с асфальтированным покрытие длиной 3 350 м и шириной 35 м.